# Тюрк, Фолькер
Фолькер Тюрк (нем. Volker Türk; 1965, Линц) — австрийский юрист, сотрудник Организации Объединённых Наций. Верховный комиссар ООН по правам человека с 17 октября 2022 года.

## Биография
Родился в  городе Линц, получил степень магистра права в Университете Линца и степень доктора международного права в Венском университете. В 1992 году он защитил докторскую диссертацию об Управлении Верховного комиссара Организации Объединённых Наций по делам беженцев.
В 1991 году Тюрк стал работать в ООН, ездил  в Кувейт. Затем он работал в Управлении Верховного комиссара Организации Объединённых Наций по делам беженцев (УВКБ ООН) в различных регионах мира: Малайзии, Косово, Боснии и Герцеговине и Демократической Республике Конго, директором отдела международной правовой защиты штаб-квартиры УВКБ ООН в Женеве. В феврале 2015 года он был назначен помощником Верховного комиссара по защите, что сделало его самым высокопоставленным австрийским должностным лицом ООН.
8 сентября 2022 года после голосования Генеральной Ассамблеи Тюрк избран вместо Мишель Бачелет из Чили на посту Верховного комиссара Организации Объединённых Наций по правам человека. Кроме него на этот пост выдвигались Федерико Вильегас и Адама Диенг. Вступил в должность 17 октября 2022 года.